# Gynacantha demeter
Gynacantha demeter – gatunek ważki z rodziny żagnicowatych (Aeshnidae). Występuje na Borneo, stwierdzony także w Singapurze i Tajlandii. Ważność tego taksonu jako osobnego gatunku jest podawana w wątpliwość i prawdopodobnie powinien on zostać zsynonimizowany z Gynacantha dohrni.